# Absentem qui rodit amicum, hic niger est
 Absentem qui rodit amicum, hic niger est лат. (изговор: абсентем кви родит амикум, хик нигер ест). Ко клевеће пријатеља, злобан је. (Хорације)

## Поријекло изрека
Изрекао Римски лирски пјесник Хорација у  посљедњи вијек  старе ере.“

## Тумачење
Злоба и завист тјерају да се оклевеће пријатељ.